# Karl Mannström
Karl Mannström, född Bror Karl Anton Mannström 26 oktober 1884 i Sundsvall, död 19 juli 1916 i Vaggeryd, var en svensk militär (löjtnant) och flygpionjär.
Mannström blev officer vid Fortifikationen 1909 och utnämndes till löjtnant 1912. Han kommenderades till flygskolan på Malmslätt 1915 för att genomgå sin flygutbildning och tilldelades efter certifikatproven 22 juni 1915 svenskt aviatördiplom nr 28 utfärdat av S.A.S. (Svenska Aeronautiska Sällskapet).
Mannström satte 1916 skandinaviskt höjdrekord med passagerare när han nådde en höjd av 4000 meter. Han omkom i en flygolycka strax utanför Skillingaryd i ett Morane-Sauliner flygplan licenstillverkat av Thulins verkstäder.